# Ruska Partia Włościańska
Ruska Partia Włościańska (ukr. Руська хліборобська партія, RChP), od 1924 Partia Chrześcijańsko-Narodowa (ukr. Християнсько-народна партія) – ukraińska partia polityczna na Rusi Zakarpackiej, utworzona w 1920 roku w Użhorodzie.
Założona została przez grupę ukraińskiej inteligencji narodnickiej, w której skład wchodzili: o. Augustyn Wołoszyn, o. W. Żełtwaj, Julij Braszczajko, Augustyn Sztefan, A. Towta (został pierwszym przewodniczącym). 
Organem partii była w latach 1920-1924 "Ruska Niwa" (redaktorzy A. Braszczajko, M. Szutko). W 1924 partia zmieniła nazwę na Partia Chrześcijańsko-Narodowa (ChNP), a organem partii został tygodnik „Swoboda”. Do partii dołączyli wtedy nowi działacze, między innymi: M. Dołynaj, o. K. Fedełesz.
Z pomocą słowackiej partii narodowej monsignore Jana Szramka RChP zdobyła jeden mandat w czechosłowackim parlamencie (dla Augustyna Wołoszyna) w latach 1925–1929. Partia zrzeszała część inteligencji rusińskiej, ukraińskiej i duchowieństwa greckokatolickiego, nie posiadała większego poparcia w innych kręgach społeczeństwa.
Jesienią 1938 partia się samorozwiązała, wzywając jednak do poparcia jedynej w tym czasie organizacji politycznej na Zakarpaciu – Ukraińskiego Zjednoczenia Narodowego.